# ヴィースの巡礼教会
ヴィースの巡礼教会(Wieskirche)はドイツバイエルン州南部、ヴィース（行政上はシュタインガーデン）にあるキリスト教教会。1745年から1754年にかけてヨハン・バプティストとドミニクス・ツィンマーマンによって建てられた。内装のロココ装飾によって著名である。シュタインガーデンはフュッセンの近郊に位置する自治体。

## 概要

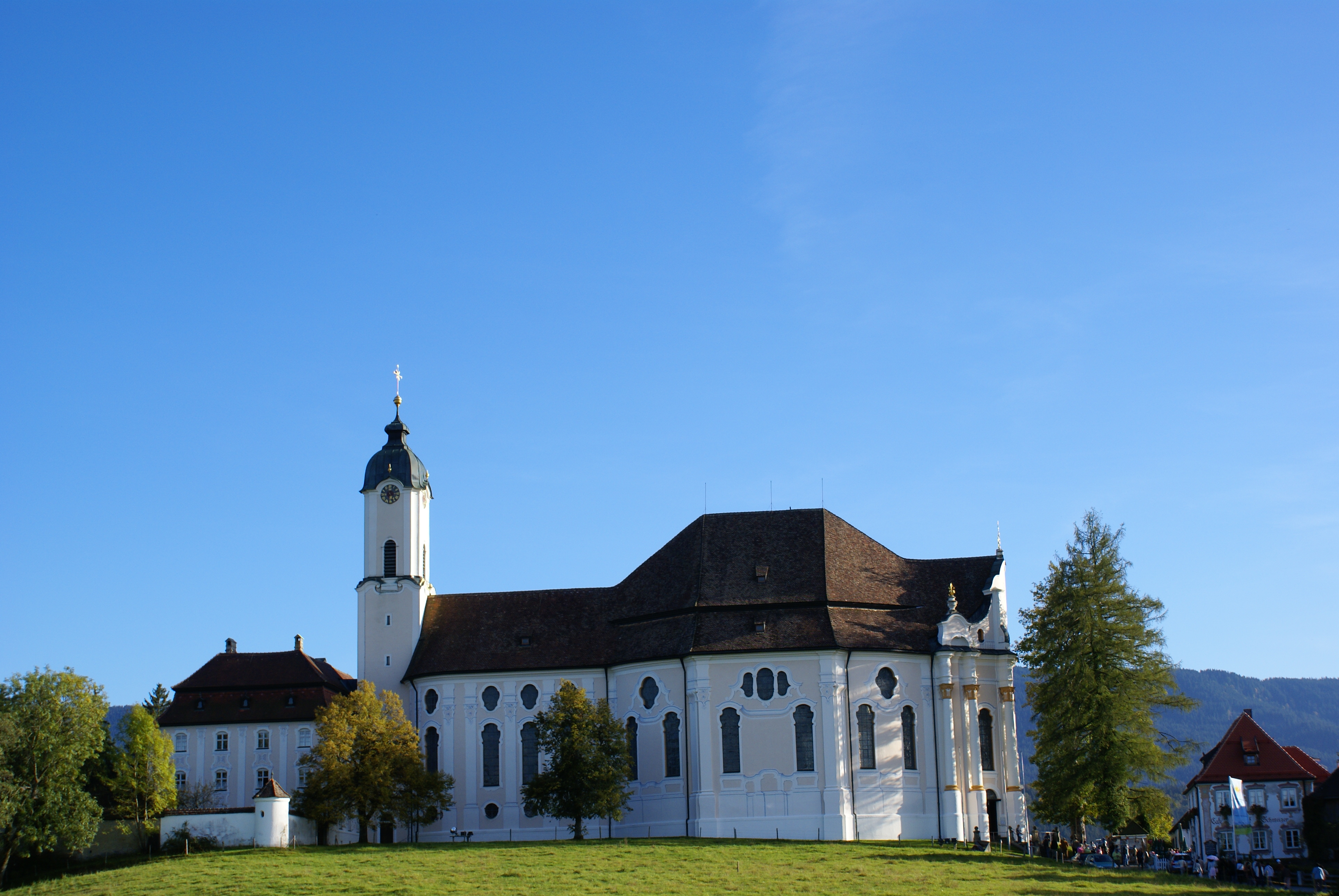

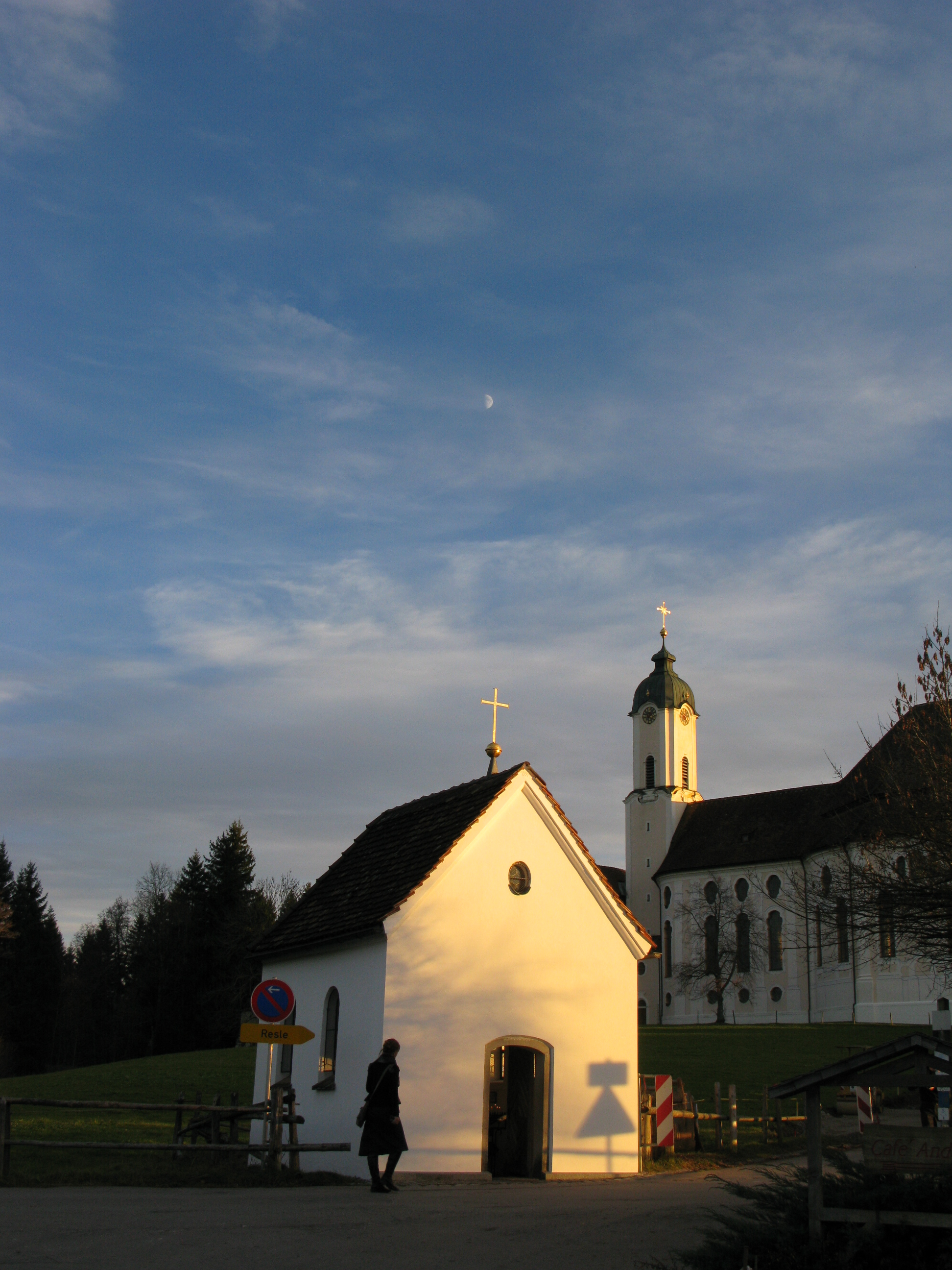
中央下が旧礼拝堂。右奥が1757年に完成した教会。

1738年、ある農家の夫人がシュタインガーデン修道院の修道士が彫った「鞭打たれるキリスト」の木像をもらい受けたところ、6月14日このキリストの像が涙を流したという。教会ではこれを奇跡とは認定しなかったが、この噂は「ヴィースの涙の奇跡」として広まり、巡礼者が農家に集まるようになった。1740年には牧草地の小さな礼拝堂に移したが、巡礼者は増える一方であった。そこでシュタインガーデン修道院が先頭に立ち、一般からの浄財を募るなどして建設資金を捻出し、1746年から建造されたのがこの教会である。1754年に献堂式が行われ、最終的に完成したのは1757年であった。設計はドイツ・ロココの完成者として名高いドミニクス・ツィンマーマンで、それまでにも数多くの建築を手がけていたが、この教会には特別な愛情と情熱を傾け、完成後もこの教会から離れることを嫌い、すぐ近くに居を移し、亡くなるまでこの教会を見守り続けた。
外観は牧場の中に建つ、非常に質素な教会だが、ロココ様式の内部の装飾はヨーロッパ随一と言われており、特にその天井画は「天から降ってきた宝石」とも讃えられている。ロマンティック街道、ドイツ・アルペン街道の観光スポットの一つとなっている。
1983年、ユネスコの世界遺産に登録された。

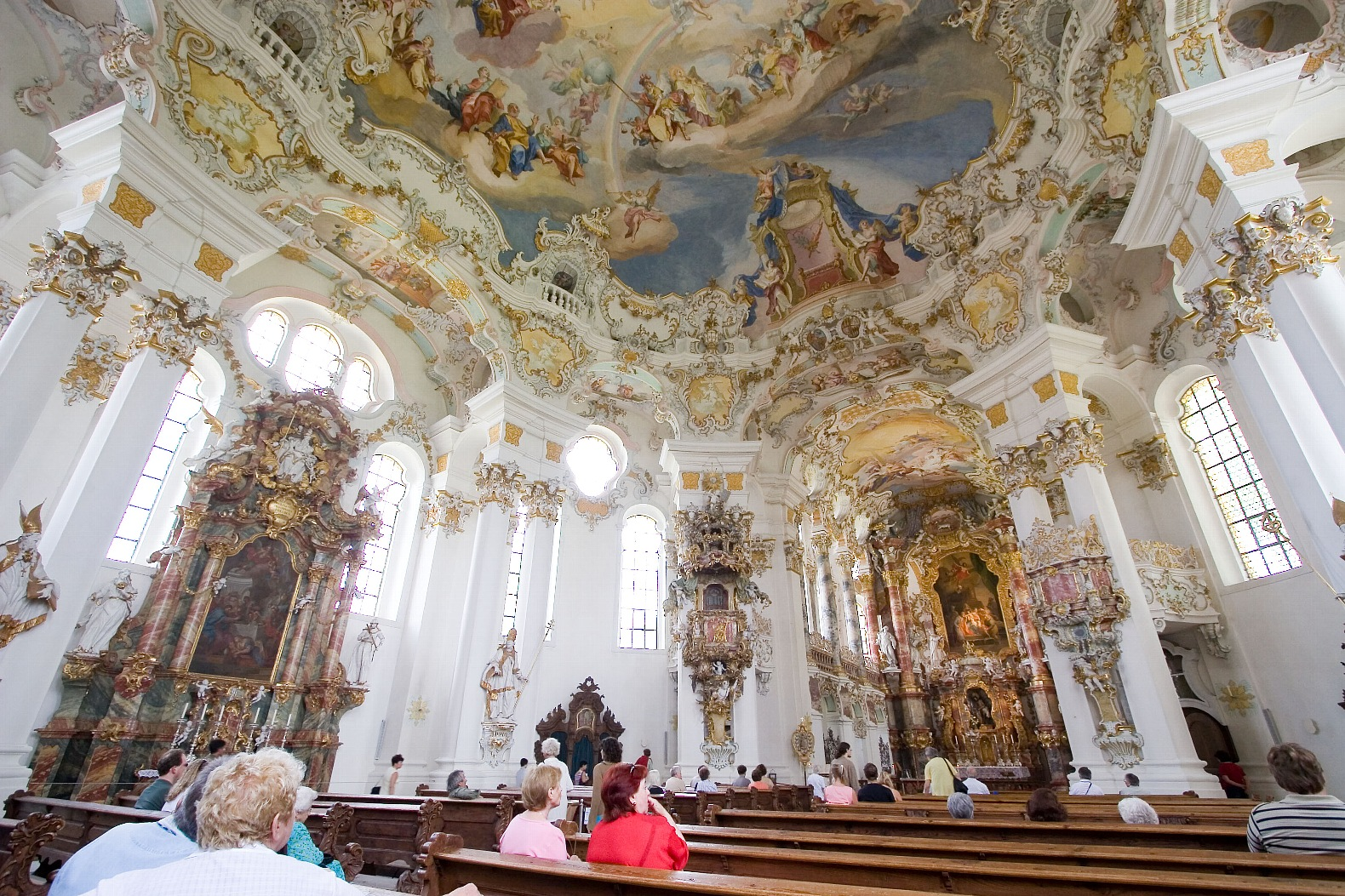
天井画
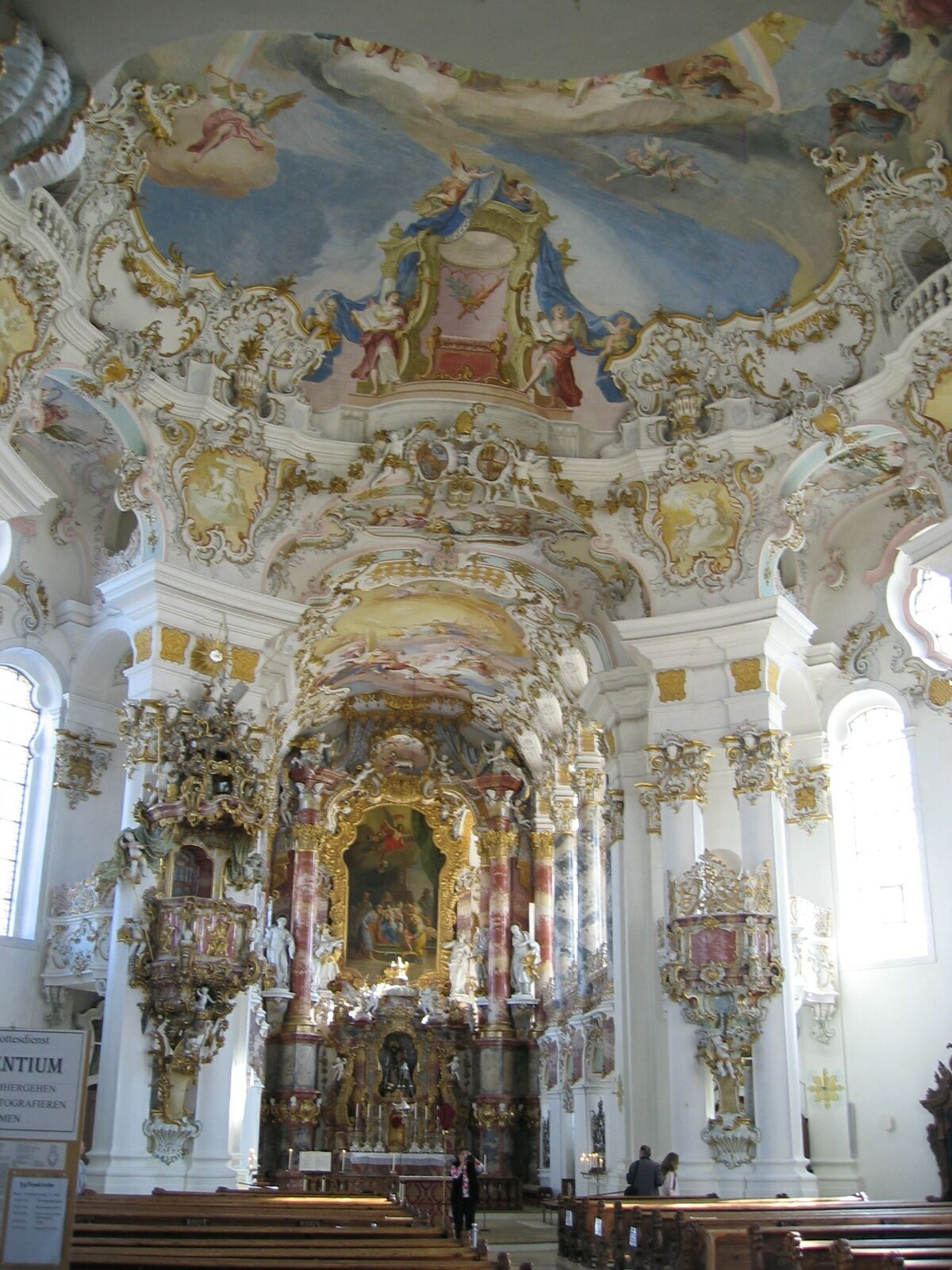
内装
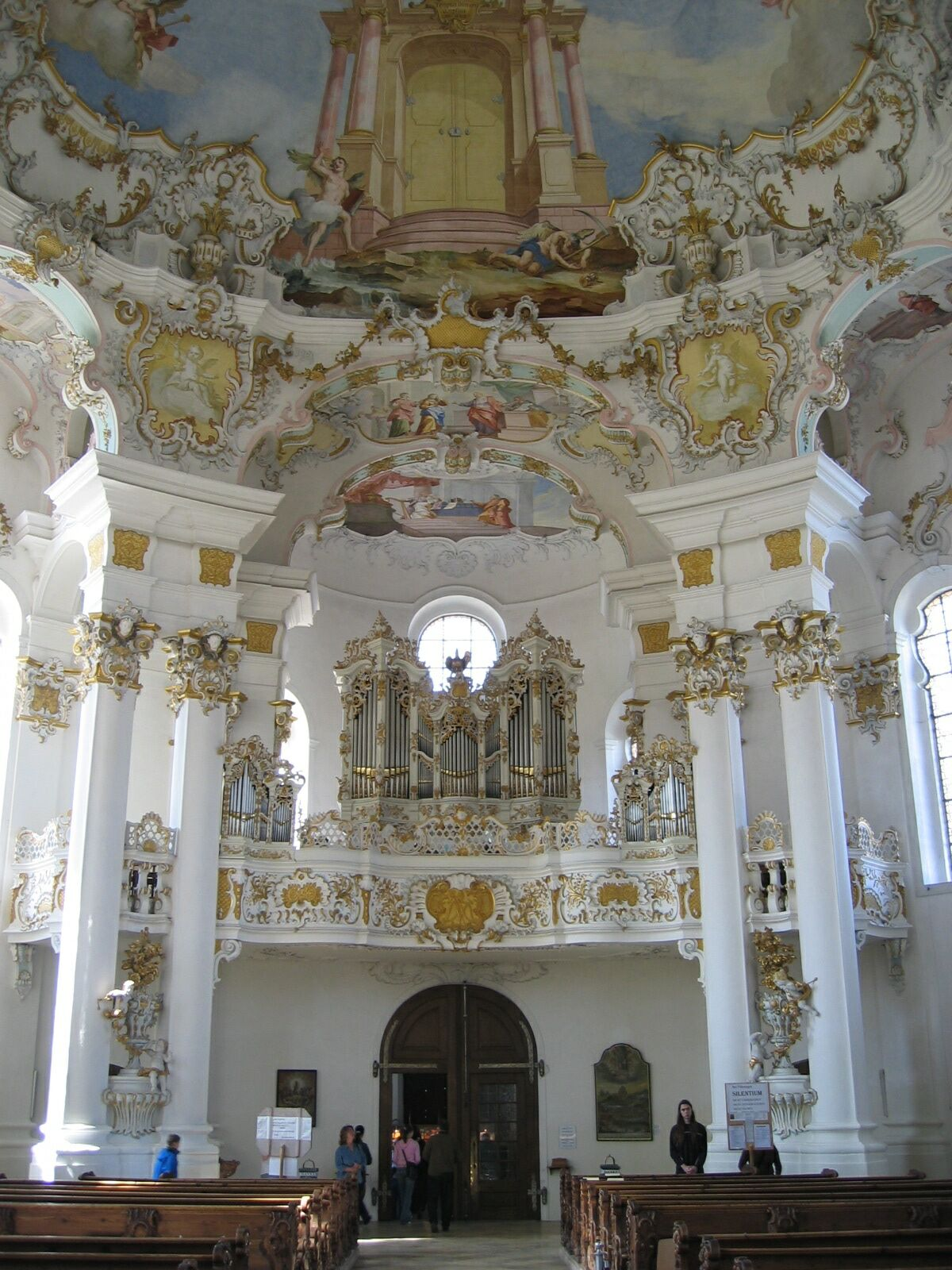
内装

## 登録基準
この世界遺産は世界遺産登録基準のうち、以下の条件を満たし、登録された（以下の基準は世界遺産センター公表の登録基準からの翻訳、引用である）。
- (1) 人類の創造的才能を表現する傑作。
- (3) 現存するまたは消滅した文化的伝統または文明の、唯一のまたは少なくとも稀な証拠。

## 交通
ヴィース教会はフュッセンとオーバーアマガウを結ぶロマンティック街道から少しそれた所にある。公共交通機関は一日数本のバスのみ。なお、ドイツ全土のバスの時刻はドイツ鉄道のホームページから検索可能である。